# Eterosite
L'eterosite è un minerale.